# Valvola a fuso

Simbolo utilizzato nei P&ID per rappresentare una valvola a fuso.

La valvola a fuso (in inglese needle valve) è un'apparecchiatura idraulica utilizzata per lo più come organo di regolazione delle portate convogliate nelle condotte in pressione.

## Tipologia

### Valvola a fuso classica

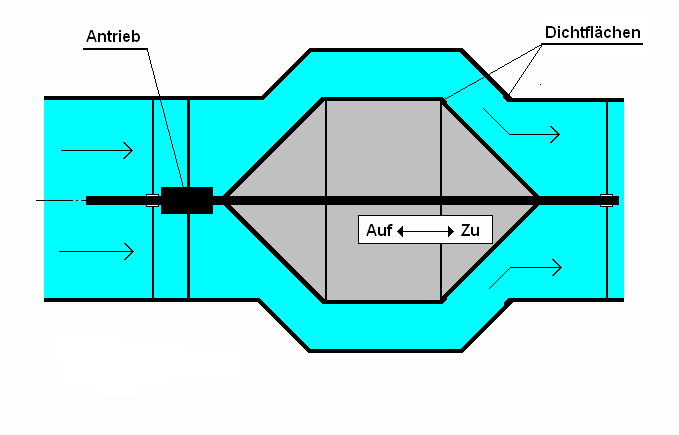
Schema di funzionamento di una valvola Larner-Johnson.

Le valvole a fuso classiche o Larner-Johnson sono costituite da:
- un corpo fisso esterno, cilindrico nella parte mediana, di diametro superiore a quello della tubazione in cui la valvola è inserita, e gradualmente passante al diametro di quest'ultima ai due estremi;
- da un corpo interno fusiforme con la parte di monte e quella centrale (di forma cilindrica), fisse, e quella di valle mobile, longitudinalmente guidata dalla parte centrale (funzionamento a telescopio). Il corpo interno è sagomato in modo da creare minime perturbazioni della corrente liquida qualunque sia il grado di chiusura.

La parte mobile che costituisce l'otturatore in posizione di chiusura aderisce al tratto convergente di valle del corpo esterno.
Tramite dispositivi meccanici tipo biella-manovella, motorizzati e/o manovrabili a mano, si può spostare l'otturatore verso monte o verso valle, determinando così i vari gradi di apertura della valvola.
La vena liquida, in condizioni di apertura, effluisce compatta attraverso un passaggio, compreso fra corpo esterno e il fuso interno, avente sezione a forma di corona circolare progressivamente decrescente dalla sezione d'ingresso verso la sede di tenuta.
Il profilo interno della valvola è realizzato in modo da ottimizzare il comportamento nei confronti della cavitazione.

#### Parti componenti
Una valvola a fuso classica è costituita normalmente da:
- corpo: in ghisa sferoidale, acciaio al carbonio;
- otturatore: in acciaio inox;
- albero: in acciaio inox;
- biella e manovella: acciaio inox

Nel caso di condizioni di esercizio molto spinte, quali dissipazione di carichi idraulici elevati, per evitare danneggiamenti alla valvola a causa della cavitazione, questa può essere dotata di un cestello anticavitazione.
Tale cestello forato, di solito in acciaio inox,  viene fissato all'otturatore mobile a valle di questo.
Le bolle di vapore che si dovessero formare all'interno della corona circolare, attraverso i fori del cestello giungono al centro di questo dove avviene l'implosione; in questo modo si preserva la struttura della valvola da danni strutturali.
Inoltre per ridurre le perdite di carico localizzate causate dalla valvola a fuso spesso si flangia a valle dell'apparecchiatura un elemento tronco conico divergente detto diffusore.
Il diffusore riduce la perdita di Borda, infatti limita la turbolenza che si forma a seguito del rapido allargamento della vena liquida che esce dalla valvola poiché accompagna e guida l'allargamento della vena che fa completare dopo un idoneo percorso.

### Valvola a fuso con otturatore a campana
La valvola a fuso con otturatore a campana differisce dalla precedente per la fissità completa del fuso interno, e per la mobilità, entro il tratto del raccordo di valle del corpo esterno, di un otturatore la cui superficie interna nella parte più a monte riproduce la superficie di valle del fuso interno mentre la parte a valle è un tronco di cilindro.
Nella posizione di chiusura, che è quella più verso monte dell'otturatore, questo aderisce alla superficie di valle del fuso interno.
In apertura l'otturatore si sposta verso valle lasciando libera la luce anulare attraverso la quale fluisce la vena liquida compatta.
Il movimento dell'otturatore è ottenuto mediante dispositivi meccanici motorizzati e/o manovrabili a mano.

### Valvola a fuso con otturatore cilindrico
La valvola a fuso con otturatore cilindrico è analoga alle precedenti, salvo che il corpo interno e il corpo esterno mancano entrambi della parte centrale cilindrica e sono totalmente fissi.
L'otturatore è costituito da un tronco tubolare disposto a valle che si muove longitudinalmente guidato da un'appendice tubolare del corpo esterno.
L'otturatore nella sua posizione più a monte, giunge a contatto del fuso interno, e così chiude la luce.
Il movimento è anche in questo caso ottenuto con dispositivi meccanici.
La vena effluente non è compatta ma cava e si frange in aria.

### Valvola a fuso a dispersione

Funzionamento di una valvola Howell - Bunger.

La valvola a fuso a dispersione o a getto cavo o Howell - Bunger (in inglese fixed cone valve) è costituita da:
- un corpo cilindrico dello stesso diametro della tubazione, il quale è sostenuto da alette radiali interne, a fronte della sua estremità ma distanziato da essa, un corpo conico di circa 90° di apertura, con vertice verso monte;
- un otturatore costituito da un corpo cilindrico scorrevole esternamente al corpo cilindrico fisso e da questo guidato.

Nella sua posizione estrema a valle, l'otturatore chiude il vano periferico fra l'estremo del cilindro e il contorno esterno del corpo conico.
Nella sua posizione di apertura (otturatore spostato verso monte) dalla luce periferica effluisce una vena che in conseguenza della componente centrifuga indotta dal corpo centrale, si diffonde a forma di cono cavo nell'aria, frantumata in finissime gocce.
Per evitare l'eccessiva diffusione del getto nell'aria la quale determina la ricaduta delle gocce su aree assai ampie, nelle quali può arrecare danni e molestie, spesso alla valvola è aggiunta una cuffia cilindro-conica di acciaio disposta intorno alla luce di afflusso che restringe l'ampiezza del getto.
Il movimento dell'otturatore è affidato a dispositivi meccanici.
Quest'ultimo tipo di valvola, per la sua proprietà di più diffusa dissipazione in aria dell'energia della vena, viene frequentemente usata come organo di chiusura di valle degli scarichi di fondo tubolari inseriti nel corpo delle dighe.

## Pressione di progetto
Le valvole a fuso, come tutte le altre apparecchiature idrauliche destinate a sistemi idrici, rientrano nella designazione PN e devono essere progettate in modo tale che le loro pressioni caratteristiche (PFA, PMA, PEA) siano conformi ai valori (espressi in bar) riportati nella seguente tabella per la corrispondente PN:
| PN | PFA | PMA | PEA |
| -- | --- | --- | --- |
| 6  | 6   | 8   | 12  |
| 10 | 10  | 12  | 17  |
| 16 | 16  | 20  | 25  |
| 25 | 25  | 30  | 35  |

- PFA e PMA si applicano alle valvole in tutte le posizioni da quella completamente chiusa a quella completamente aperta;
- PEA sia applica solo alle valvole non nella posizione chiusa.

Il costruttore può indicare valori superiori rispetto a quelli in tabella che rappresentano i valori minimi a condizione però che la valvola sia conforme alle UNI EN 1074.
Comunque PEA deve risultare sempre:
- ≥ 1,5 PMA
- ≥ (PMA +5).

## Velocità massima di progetto
Le valvole devono essere progettate per garantire la seguente velocità massima (in m/s) in condizioni di portata costante e in funzione della pressione di esercizio ammissibile (in bar):
| PFA | V   |
| --- | --- |
| 6   | 2,5 |
| 10  | 3   |
| 16  | 4   |
| 25  | 5   |

## Certificazioni
Le Aziende produttrici delle fuso devono fornire:
- la Certificazione, rilasciata da un organismo di parte terza, accreditato secondo la norma UNI CEI EN 45012, che attesta che la ditta fornitrice mantiene un Sistema Qualità aziendale conforme ai requisiti della norma UNI EN ISO 9001:2000 in relazione alla produzione di valvole a fuso;
- la Certificazione di Prodotto attestante la conformità delle valvole alle norme UNI EN 1074-1 e UNI EN 1074-5, rilasciata da un Organismo di parte terza, accreditato secondo le norme UNI CEI EN 45011 e UNI CEI EN ISO/IEC 17020.

Inoltre in caso di trasporto di acqua potabile deve essere fornita una dichiarazione di Conformità al Decreto 6 aprile 2004, n. 174, Ministero della Salute rilasciata da laboratori terzi accreditati, relativa ai rivestimenti interni ed a tutti quei materiali che devono entrare in contatto con l'acqua potabile.

## Marcatura
Sulla valvola a fuso con DN > 50 mm devono essere impresse, in maniera durevole e chiaramente visibile secondo EN 19, almeno le seguenti indicazioni:
- diametro nominale (DN);
- pressione nominale (PN);
- identificazione del materiale dell'involucro;
- nome del costruttore e/o marchio di fabbrica;
- anno di fabbricazione;
- norma UNI EN di riferimento.

## Normativa
- UNI EN 1074-1: Valvole per la fornitura di acqua - Requisiti di attitudine all'impiego e prove idonee di verifica - Requisiti generali.
- UNI EN 1074-5: Valvole per la fornitura di acqua - Requisiti di attitudine all'impiego e prove idonee di verifica - Valvole di regolazione